# Francisco Lacerda de Aguiar
Francisco Lacerda de Aguiar (São José do Calçado, 3 de outubro de 1903 — Rio de Janeiro, 27 de abril de 1983) foi um político brasileiro.

## Biografia
Estudou no Colégio Carangolense, em Carangola, transferindo-se em 1915 para o Colégio Alfredo Gomes, no Rio de Janeiro, então Distrito Federal. De 1917 a 1920 cursou o Colégio Militar de Barbacena e, em 1921, o Colégio Paula Freitas. Ingressou no ano seguinte na Escola Politécnica do Rio de Janeiro, formando-se engenheiro eletricista em 1925.
Em 1926, passou a lecionar matemática no Ginásio Barão de Macaúbas, em Guaçuí, cidade onde se radicou e iniciou sua carreira política. Em 1935, fundou o Rotary Club local e foi nomeado avaliador do Banco do Brasil. No ano seguinte, elegeu-se vereador, exercendo o mandato até a decretação do Estado Novo (10/11/1937), que suprimiu os órgãos legislativos do país.
Trabalhou no Banco do Brasil até 1940. Foi nomeado prefeito de Guaçuí em 1944, filiando-se em 1945 ao Partido Social Democrático (PSD). Em 1946 voltou ao executivo municipal pelo voto popular, onde permaneceu até 1950.
Foi também deputado federal pelo Espírito Santo e depois governador do estado por dois mandatos não consecutivos (de 10 de outubro de 1952 a 31 de janeiro de 1955 e de 31 de janeiro de 1963 a 5 de abril de 1966). Durante sua segunda passagem pelo governo do estado, foi ratificado um acordo entre Minas e o Espírito Santo sobre suas fronteiras, pondo fim a um conflito que durou mais de cinco décadas, a conhecida Guerra do Contestado. 
Faleceu no Rio de Janeiro no dia 27 de abril de 1983. Era casado com Zélia Viana de Aguiar, filha de Geraldo Viana, deputado federal pelo Espírito Santo de 1920 a 1930 e revolucionário de 1930. Teve dois filhos.